# 규 (용기)

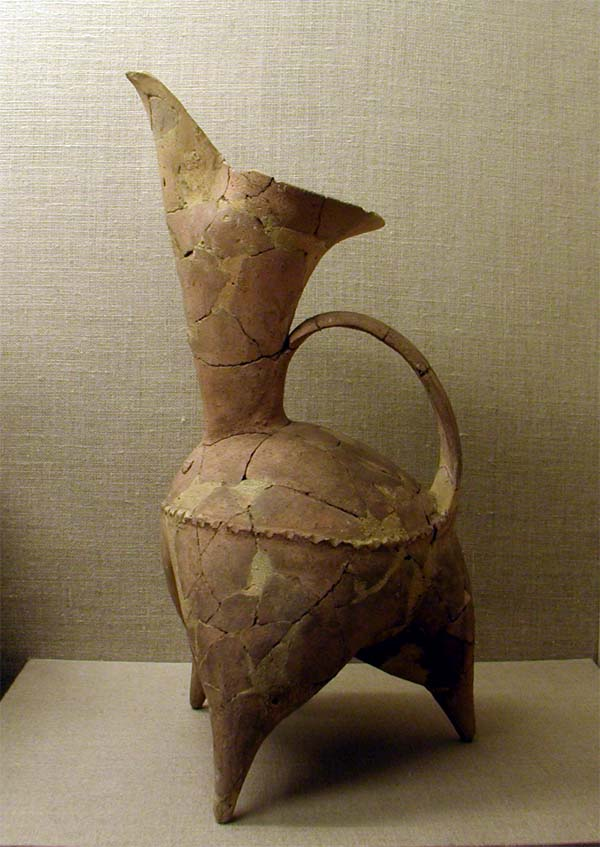
다원커우 문화 규 토기

규(鬹)는 신석기 시대 중국에서 등장한 세 개의 발을 가진 용기이다. 주전자의 일종으로 추정된다.